# Lārān-e Soflá
Lārān-e Soflá (persiska: لاران سفلی) är en ort i Iran.   Den ligger i provinsen Kermanshah, i den nordvästra delen av landet, 500 km väster om huvudstaden Teheran. Lārān-e Soflá ligger 1 526 meter över havet och antalet invånare är 175.
Terrängen runt Lārān-e Soflá är kuperad österut, men västerut är den bergig. Runt Lārān-e Soflá är det ganska glesbefolkat, med 34 invånare per kvadratkilometer. Närmaste större samhälle är Pāveh, 10,8 km norr om Lārān-e Soflá. Trakten runt Lārān-e Soflá består i huvudsak av gräsmarker.